# روتوروا
منطقة روتوروا تقع على ضفاف بحيرة تحمل ذات الاسم، في الوسط الشرقي للجزيرة الشمالية بدولة نيوزلندا
فيها أعلى كثافة للسكان الاصليين لنيوزلندا. تميل الي الناحية السياحية والعلاجية أكثر من المدن الأخرى لما يوجد فيها من مياه كبريتية وبحيرة روتوروا.
تحتفظ بالكثير من الثقافة الاصلية في الحياة العامة وتميزها المنحدرات الجبلية ما يجعل ركوب العربات الجبلية أكثر متعة وبها بحيرات حارة يقصدها الكثيرون للعلاج والتمتع بمناظر هذه المياه

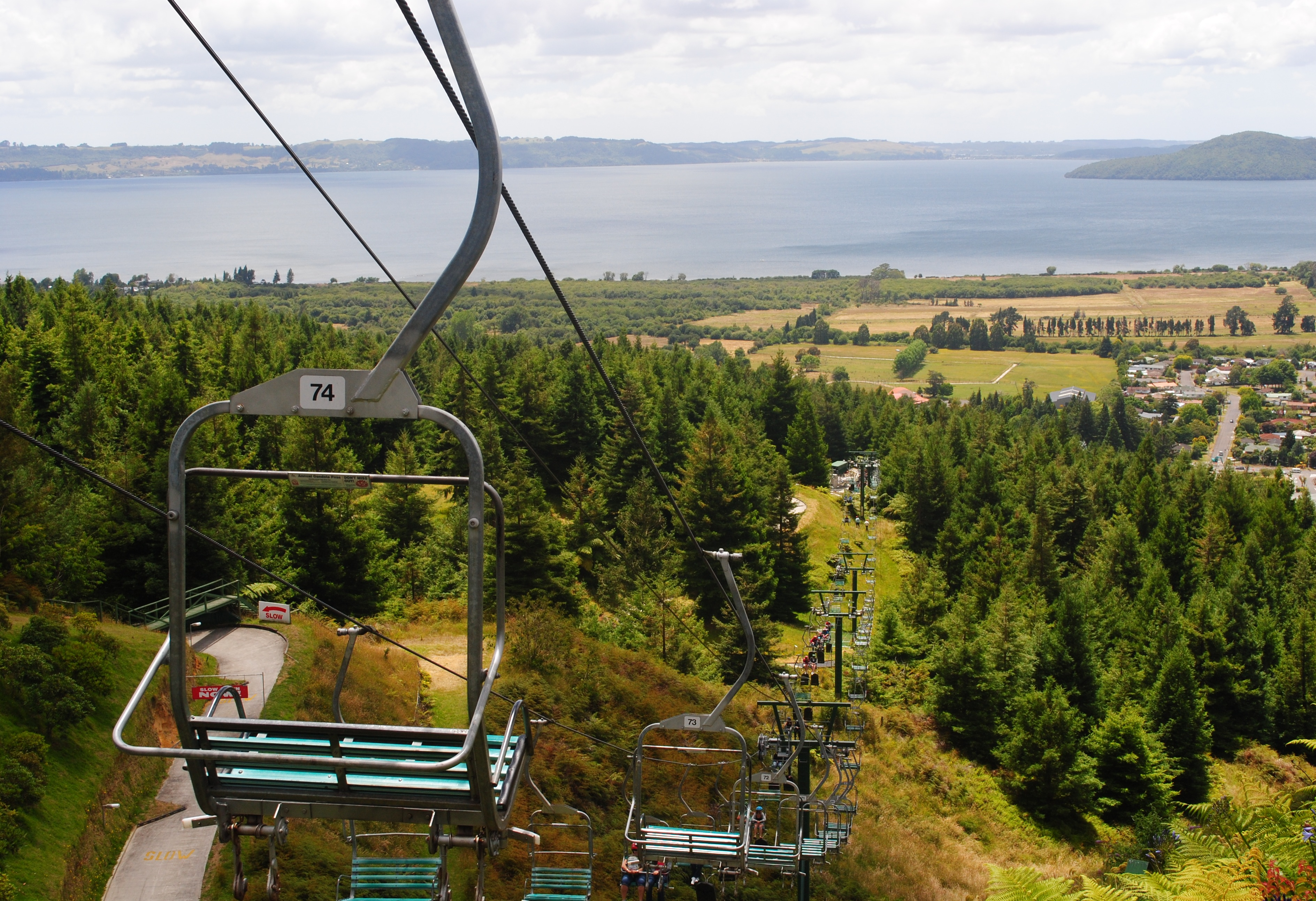
مصعد الكراسي
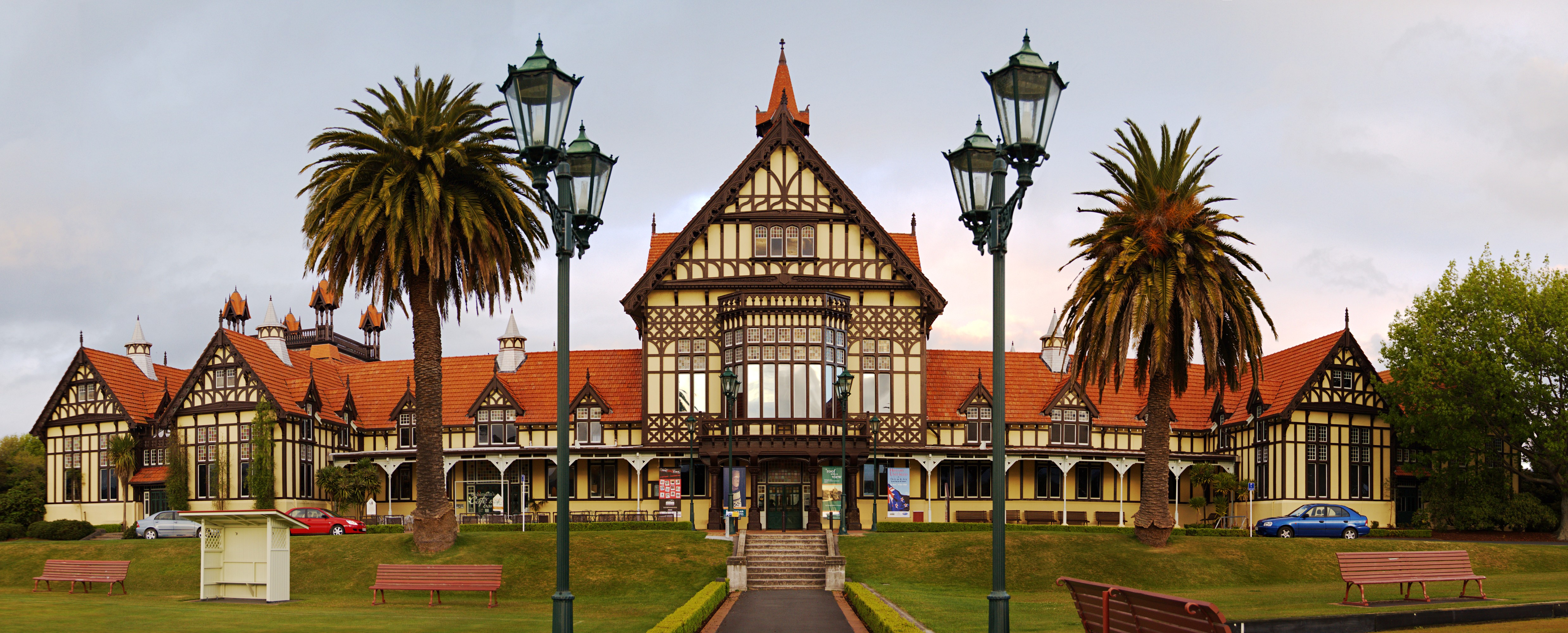
المتحف
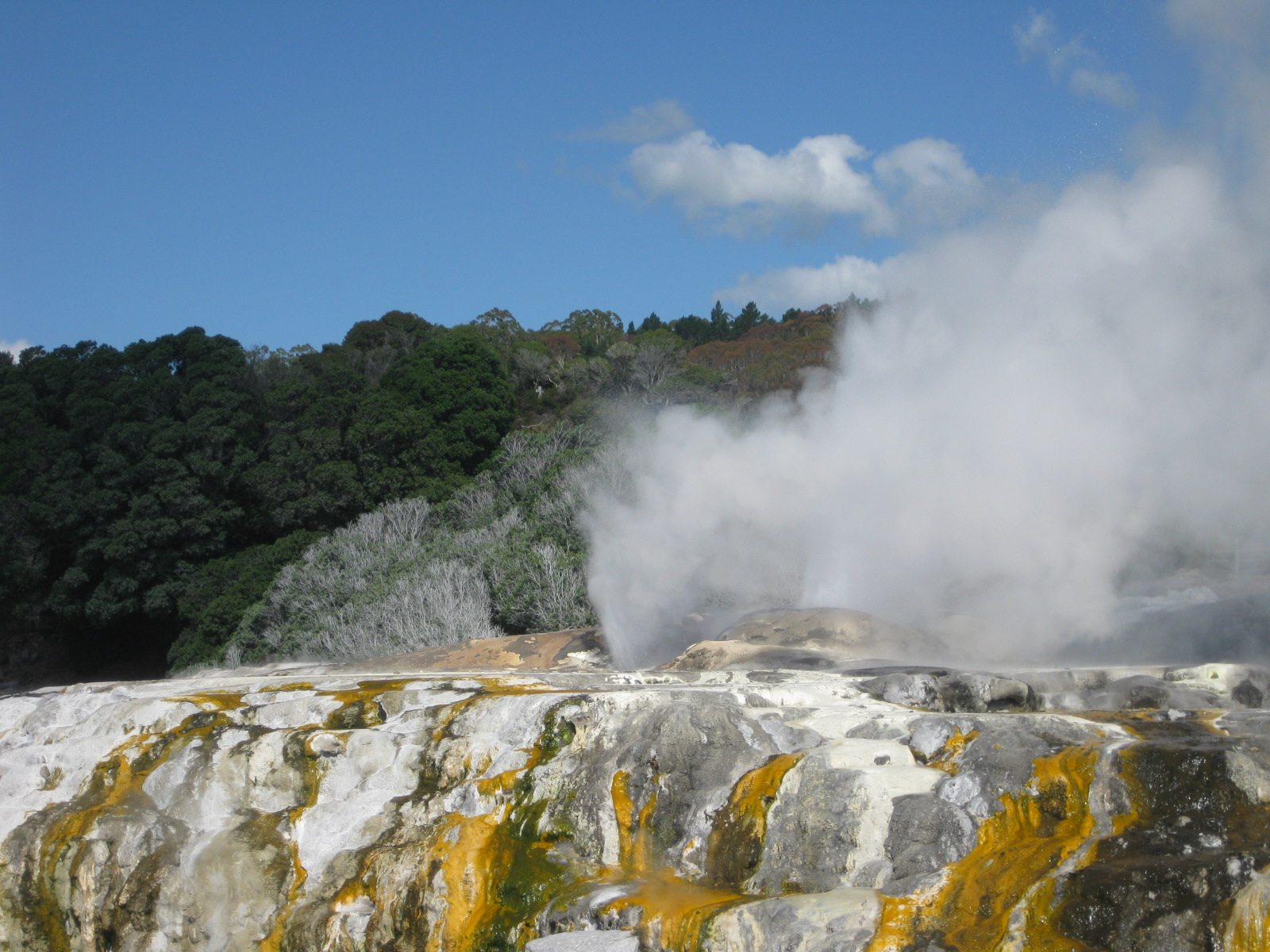
عين حمئة
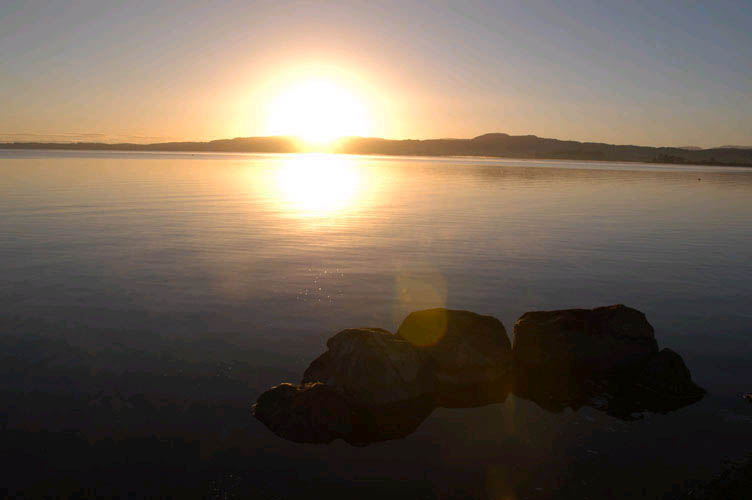
البحيرة

## المناخ
يظهر الجدول التالي التغييرات المناخية على مدار السنة لروتوروا:
| البيانات المناخية لـروتوروا        | البيانات المناخية لـروتوروا | البيانات المناخية لـروتوروا | البيانات المناخية لـروتوروا | البيانات المناخية لـروتوروا | البيانات المناخية لـروتوروا | البيانات المناخية لـروتوروا | البيانات المناخية لـروتوروا | البيانات المناخية لـروتوروا | البيانات المناخية لـروتوروا | البيانات المناخية لـروتوروا | البيانات المناخية لـروتوروا | البيانات المناخية لـروتوروا | البيانات المناخية لـروتوروا |
| الشهر                              | يناير                       | فبراير                      | مارس                        | أبريل                       | مايو                        | يونيو                       | يوليو                       | أغسطس                       | سبتمبر                      | أكتوبر                      | نوفمبر                      | ديسمبر                      | المعدل السنوي               |
| ---------------------------------- | --------------------------- | --------------------------- | --------------------------- | --------------------------- | --------------------------- | --------------------------- | --------------------------- | --------------------------- | --------------------------- | --------------------------- | --------------------------- | --------------------------- | --------------------------- |
| متوسط درجة الحرارة الكبرى °م (°ف)  | 22.8 (73.0)                 | 22.9 (73.2)                 | 20.9 (69.6)                 | 18.0 (64.4)                 | 15.1 (59.2)                 | 12.6 (54.7)                 | 12.0 (53.6)                 | 12.8 (55.0)                 | 14.6 (58.3)                 | 16.4 (61.5)                 | 18.6 (65.5)                 | 20.8 (69.4)                 | 17.3 (63.1)                 |
| المتوسط اليومي °م (°ف)             | 17.7 (63.9)                 | 17.9 (64.2)                 | 16.0 (60.8)                 | 13.3 (55.9)                 | 10.7 (51.3)                 | 8.5 (47.3)                  | 7.8 (46.0)                  | 8.4 (47.1)                  | 10.2 (50.4)                 | 12.0 (53.6)                 | 13.9 (57.0)                 | 16.2 (61.2)                 | 12.7 (54.9)                 |
| متوسط درجة الحرارة الصغرى °م (°ف)  | 12.6 (54.7)                 | 13.0 (55.4)                 | 11.1 (52.0)                 | 8.5 (47.3)                  | 6.3 (43.3)                  | 4.3 (39.7)                  | 3.5 (38.3)                  | 4.1 (39.4)                  | 5.8 (42.4)                  | 7.6 (45.7)                  | 9.2 (48.6)                  | 11.5 (52.7)                 | 8.1 (46.6)                  |
| الهطول مم (إنش)                    | 92.7 (3.65)                 | 93.9 (3.70)                 | 99.2 (3.91)                 | 107.2 (4.22)                | 116.9 (4.60)                | 136.1 (5.36)                | 134.5 (5.30)                | 131.4 (5.17)                | 109.3 (4.30)                | 112.3 (4.42)                | 93.8 (3.69)                 | 114.2 (4.50)                | 1٬341٫8 (52.83)             |
| متوسط أيام هطول الأمطار (≥ 1.0 mm) | 8.2                         | 7.4                         | 8.5                         | 8.2                         | 9.5                         | 11.2                        | 11.0                        | 11.6                        | 11.3                        | 10.9                        | 9.4                         | 10.0                        | 117.0                       |
| متوسط الرطوبة النسبية (%)          | 78.8                        | 81.4                        | 81.5                        | 83.4                        | 87.1                        | 87.5                        | 87.3                        | 85.9                        | 81.6                        | 79.7                        | 77.2                        | 78.9                        | 82.5                        |
| ساعات سطوع الشمس الشهرية           | 242.9                       | 205.9                       | 199.7                       | 170.5                       | 145.1                       | 119.1                       | 130.7                       | 152.1                       | 155.1                       | 190.8                       | 200.1                       | 215.8                       | 2٬127٫8                     |
| المصدر: NIWA Climate Data          |                             |                             |                             |                             |                             |                             |                             |                             |                             |                             |                             |                             |                             |

## توأمة
لروتوروا اتفاقيات توأمة مع كل من:
- كلاماث فالز
- بيبو
- City of Lake Macquarie [الإنجليزية]‏
- مقاطعة وو زهونغ [الإنجليزية]‏

## أعلام
- فاليري أدامس
- ألف كليفيرلي
- مارك إروين
- غريغ ديفيس
- كليف كورتس
- ديغبي تايلور
- كريس أمون
- ستيفن آدمز
- جين باتن
- تيمويرا موريسون